# Hans von Schwerin
Hans Hugold Julius von Schwerin, född 29 maj 1906 i Lund, död 19 oktober 1957 i Skarhults församling, Malmöhus län, var en svensk friherre och konsthistoriker. Han var son till Hans Hugold von Schwerin, gift med Margaretha von Schwerin, född Uddenberg, och far till Louise Lyberg. 
von Schwerin avlade studentexamen vid Lundsbergs skola 1923, blev samma år student vid Handelshögskolan i Stockholm och 1927 vid Uppsala universitet, där han avlade filosofie kandidatexamen 1928 och filosofie licentiatexamen 1931. Han promoverades till filosofie doktor 1932. von Schwerin blev fänrik i Livregementets till häst reserv 1928, underlöjtnant där 1929, löjtnant 1932 och ryttmästare i Kavalleriets reserv 1940. Han var biträdande militärattaché vid beskickningen i Berlin 1940–1943. von Schwerin ägde Skarhult och Bältinge i Skåne. Han var extra ordinarie amanuens vid Uppsala universitets konstsamling, förste kurator i Smålands nation i Uppsala (1930–1931) och ordförande i Frosta härads hembygdsförening. von Schwerin medverkade i filmen Greve Svensson.